# رابین لوپز
رابین لوپز (انگلیسی: Robin Lopez؛ زادهٔ ۱ آوریل ۱۹۸۸) یک بازیکن بسکتبال اهل ایالات متحده آمریکا است.
از باشگاه‌هایی که در آن بازی کرده‌است می‌توان به نیو اورلینز پلیکانز، فینیکس سانز، نیویورک نیکس، پورتلند تریل بلیزرز و شیکاگو بولز اشاره کرد.
او هم‌اکنون با بروک لوپز برادرش در تیم میلواکی بازی می‌کنند